# Зайцев, Игорь Аркадьевич
Игорь Аркадьевич Зайцев (род. 27 мая 1938, Раменское, Московская область, РСФСР, СССР) — советский и российский шахматист, гроссмейстер (1976), шахматный теоретик, литератор. Чемпион Москвы (1969). Заслуженный тренер СССР (1978). Звание присуждено за тренерскую работу в качестве секунданта чемпиона мира А. Е. Карпова на историческом матче Карпов — Корчной в Багио, Филиппины в 1978 году.

## Биография
Родился 27 мая 1938 в Раменском. Отец — армянин, Аркадий Агаян (1898—1945), был политруком на военном корабле Черноморского флота, погиб от ран в самом конце войны, когда корабль подорвался на мине. Мать — Анна Зайцева (1911—1993) была рабочей, табельщицей на текстильной фабрике «Красное знамя» в Раменском.
Учился в Московском институте тонкой химической технологии, Московском институте инженеров железнодорожного транспорта, факультете журналистики МГУ. Однако из-за начала интенсивной спортивной и тренерской карьеры ни одно из этих учебных заведений не окончил. Большой интерес с юности питал к философии и филологии.
Тренер Т. В. Петросяна, Л. А. Полугаевского в матчах претендентов, А. Е. Карпова в матчах на первенство мира с 1978 года. Был секундантом в 17 матчах на первенство мира, в том числе в 7 матчах непосредственно за шахматную корону. В качестве тренера работал в ряде зарубежных стран. Заслуженный тренер ФИДЕ (2006). Работает тренером в школе Карпова с 1991. Член ДСО «Локомотив» с 1957 года. В составе «Локомотива» на командных чемпионатах СССР выступал на четвёртой доске — после Б. В. Спасского, Л. А. Полугаевского и Н. В. Крогиуса.
Шахматист яркого комбинационного стиля, в отдельных партиях побеждал чемпионов мира М. Н. Таля и Б. В. Спасского. Выдающийся шахматный аналитик. Всегда воспринимал шахматы как сферу искусства, подлежащую философской интерпретации. Автор ряда дебютных разработок — в испанской партии, сицилианской и староиндийской защитах.
Как шахматный журналист и популяризатор шахмат, написал множество публицистических и мемуарных очерков, а также новеллы и эссе о шахматах и шахматистах. Сотрудничал в журнале 64 — Шахматное обозрение.
Жена — Тамара Порфирьевна Зайцева (Касинова) — мастер спорта, гроссмейстер ИКЧФ (род. 9 апреля 1938, Москва). Дочь Ольга (род. 12 декабря 1964, Москва), кандидат исторических наук, юрист, работает в юридическом департаменте Центробанка РФ, имеет правительственные награды.

## Награды
- Орден Почёта (5 мая 2025 года) — за большой вклад в развитие и популяризацию шахматного спорта[5]
- Орден Дружбы народов (1981 год)

## Спортивные достижения
| Год     | Город               | Турнир                       | + | − | =  | Результат | Место |
| ------- | ------------------- | ---------------------------- | - | - | -- | --------- | ----- |
| 1962    | Ереван              | 30-й чемпионат СССР          | 1 | 8 | 10 | 6 из 19   | 19    |
| 1967    | Харьков             | 35-й чемпионат СССР          | 4 | 4 | 5  | 6½ из 13  | 58-70 |
| 1968    | Москва              | Международный турнир         |   |   |    | из        | 1-4   |
| 1968/69 | Алма-Ата            | 36-й чемпионат СССР          | 4 | 6 | 9  | 8½ из 19  | 15-17 |
| 1969    | Москва              | Чемпионат Москвы             |   |   |    | 7 из 10   | 1     |
|         | Москва              | 37-й чемпионат СССР          | 2 | 6 | 14 | 9 из 22   | 17-20 |
| 1970    | Москва              | Международный турнир         |   |   |    | из        | 3-4   |
|         | Поляница-Здруй      | Международный турнир         |   |   |    | из        | 2     |
|         | Рига                | 38-й чемпионат СССР          | 6 | 8 | 7  | 9½ из 21  | 15-16 |
| 1971    | Смедеревска-Паланка | Международный турнир         |   |   |    | из        | 4-5   |
| 1975    | Сольнок             | Международный турнир         |   |   |    | из        | 4-6   |
| 1976    | Дубна               | Международный турнир         |   |   |    | из        | 2     |
|         | Сочи                | Международный турнир         |   |   |    | из        | 4-6   |
| 1977    | Кито                | Международный турнир         |   |   |    | из        | 1     |
| 1979    | Дубна               | Международный турнир         |   |   |    | из        | 1-4   |
| 1982    | Ереван              | Зональный турнир             | 1 | 7 | 7  | 4½ из 15  | 15-16 |
| 1983    | Гавана              | Международный турнир         |   |   |    | из        | 6-7   |
| 1991    | Москва              | 58-й чемпионат СССР          | 1 | 4 | 6  | 4 из 11   | 57-62 |
| 1999    | Москва              | 52-й чемпионат России (1/32) | 0 | 1 | 1  | ½ из 2    |       |

## Изменения рейтинга
| Графики недоступны из-за технических проблем. См. информацию на Фабрикаторе и на mediawiki.org. |